# 车慕奇
车慕奇（1925年—1999年4月12日），安徽芜湖人，中国编辑、记者、作家，中国共产党党员，曾任《人民中国》总编辑。

## 生平

### 中华民国时期
车慕奇于上海大同大学肄业，曾任中国《人民中国》杂志总编辑，又在香港任英文半月刊《中国文摘》的编辑。

### 中华人民共和国时期
中华人民共和国成立后，车慕奇参加对外宣传刊物《人民中国》英文版的创办，历任《人民中国》编辑、编辑组长、副总编辑、总编辑。
粉碎四人帮后，车慕奇与摄影记者金伯宏用七年的时间沿着古丝绸之路实地探访，后其在《人民中国》月刊上连载两年有余的《丝路之旅》报道。后其所著的26篇相关游记被日本东京的一家出版社汇集成册，连同彩色画刊分3卷出版。1989年六四事件后写作《北京风波的前前后后-一个知识分子的观察·思考》 。
1998年离休后曾赴意大利作文化研究。1999年开始筹备“国际新闻局老兵座谈会”，同年4月12日凌晨因心脏骤停去世。

## 著作
其出版作品有《丝路之旅》（《丝绸之路今与昔》）、《开罗来信》、《北京风波的前前后后-一个知识分子的观察·思考》等。